# En diaboliad

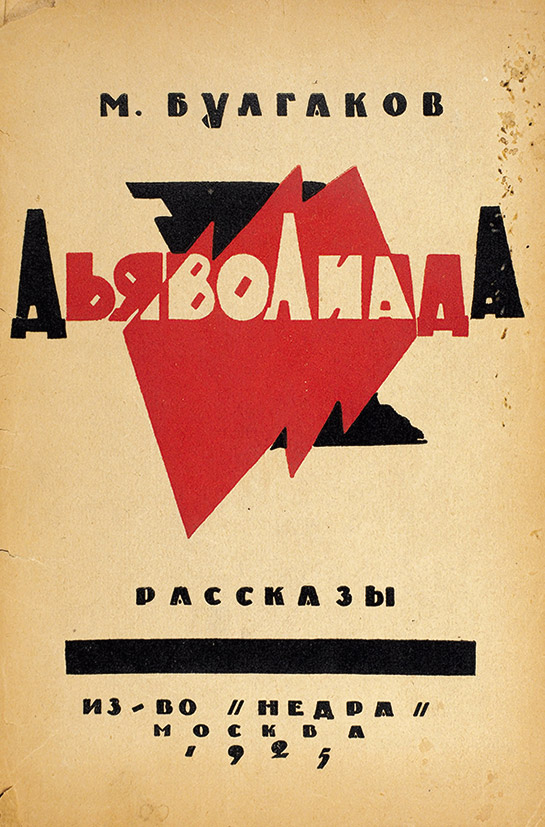

En diaboliad, på originalspråket Djavoliada (ryska: Дьяволиада), är en roman skriven av den ryske författaren Michail Bulgakov. Romanen skrevs 1923, utkom första gången 1924, och utkom i svensk översättning 1999. Boken handlar om hur två tvillingar tillintetgjorde en byråsekreterare.